# Жене уметнице
Иако су се жене уметнице током историје бавиле стварањем уметности, њихов рад, у поређењу са радом њихових мушких колега, често је потцењен. Западни канон је историјски више ценио мушки рад над женским. Многа женска дела такође су погрешно приписана мушкарцима уметницима. Распрострањено препознавање дела уметница убрзало се јер су наставиле да производе уметничка дела. Преовлађујући стереотипи о половима довели су до тога да су одређени материјали, попут текстила или влакана, првенствено повезани са женама, упркос томе што су некада постојале категорије, попут керамичке уметности, у којој су учествовали и мушкарци и жене. Поред тога, уметнички облици од текстила и тканина, деградирани су у категорије попут "уметност и занат", уместо у ликовну уметност.
Жене у уметности суочене су са изазовима због родних пристрасности у уобичајеном свету ликовне уметности. Често су се сусретале са потешкоћама у обуци, путовањима и трговању својим радовима, као и у стицању признања. Почев од касних 1960-их и 1970-их, феминистичке уметнице и историчари уметности створиле су феминистички уметнички покрет. Штавише, истражују и улогу жене у историји уметности као и у друштву.

## Праисторијско доба
Нема података о томе ко су били уметници праисторијских раздобља, али студије многих раних етнографа и културних антрополога указују да су жене често биле главне занатлије у неолитским културама, у којима су стварале грнчарију, текстил, корпе, осликавале површине и израђивале накит. На пећинским сликама ове ере често су отисци људских руку, од којих се 75% може идентификовати као женске.

### Керамичка уметност
Постоји дуга историја керамичке уметности у готово свим развијеним културама, а често су керамички предмети сви уметнички докази који су остали од несталих култура, попут културе Нок у Африци пре више од 3000 година. Културе посебно карактеристичне по керамици укључују кинеску, критску, грчку, персијску, мајанску, јапанску и корејску културу. Постоје докази да је грнчарија независно изумљена у неколико региона света, укључујући Источну Азију, потсахарску Африку, Блиски исток и Америку. Непознато је ко су биле занатлије.

## Древна историјска ера

### Афрички континент
Геометријска уметност Имигонго потиче из Руанде у источној Африци и повезана је са вековним светим статусом краве. Развила се од мешања крављег измета са пепелом и глином и употребе природних боја. Палета је ограничена на тамну боју земље. Уметност се традиционално повезује са женама уметницама, као и разрађена уметност плетења корпи у том подручју.

### Индија
„Отприлике три хиљаде година, жене - и само жене - из Митхиле праве побожне слике богова и богиња хиндуистичког пантеона. Стога не претерујемо ако кажемо да је ова уметност израз најискренијег аспекта индијске цивилизације“.

### Класична Европа и Блиски исток
Древни записи Хомера, Цицерона и Вергилија помињу истакнуте улоге жена у изради текстила, поезији, музици и другим културним активностима, без расправе о појединим уметницама. Међу најранијим европским историјским записима о појединим уметницама је запис Плинија Старијег, који је писао о великом броју Гркиња које су сликале, укључујући Хелену из Египта, ћерку Тимона из Египта. Неки савремени критичари тврде да Мозаик Александра можда није био дело Филоксена, већ Хелене из Египта. Једна је од ретких именованих жена сликарки која је можда радила у Древној Грчкој, а сматра се да је произвела слику битке код Исуса која је висила у Храму мира за време Веспазијана. Остале жене су Тимарете, Еирене, Калипсо, Аристарете, Лала и Олимпија. Иако су преживели само неки њихови радови, у старогрчкој грнчарији постоји caputi hydria у колекцији Торно у Милану. Приписује се грчком сликару из око 460-450. п. н. е. и приказује жене које раде заједно са мушкарцима у радионици у којој су заједно сликали вазе.

## Европа

### Средњовековни период
- Призор са таписерије из Бајеа на којој је приказан Одо, епископ Бајоа, током битке код Хејстингса 1066
- Херад из Ландсберга, Аутопортрет око 1180.
- Хилдегард из Бингена, „Универзални човек“ из Liber Divinorum Operum, 1165.
- Хилдегард вон Бинген, Мајчинство из духа и воде, 1165, из Liber Divinorum Operum

Уметници из средњовековног периода су Клариса, Диемудус, Енде, Гуда, Хераде од Ландсберга и Хилдегард из Бингена. У раном средњовековном периоду жене су често радиле заједно са мушкарцима. Илуминације рукописа, везови и изрезбарени капители из тог периода јасно показују примере жена које су радиле у овим уметностима. Документи показују да су и оне биле и пивари, месари, трговци вуном и ковачи гвожђа. Уметници тог периода, укључујући жене, били су из малог дела друштва чији је статус омогућио слободу од ових напорнијих врста рада. Жене уметнице често су биле из две писмене класе, или богате аристократске жене или монахиње. Жене у првој категорији често су стварале везове и текстил; оне из друге категорије су често производиле илуминације.
У то време је у Енглеској постојао низ радионица веза, посебно у Кантерберију и Винчестеру; Opus Anglicanum или енглески вез био је већ познат широм Европе - папски инвентар из 13. века бројао је преко две стотине комада. Претпоставља се да су жене готово у потпуности одговорне за ову производњу.

#### Таписерија из Бајеа
Један од најпознатијих везова (то није таписерија) средњовековног периода је Баје таписерија, која је била извезена вуном на девет платнених плоча и дугачка 230 стопа. Њених око седамдесет сцена приповеда о битки код Хејстингса и Норманском освајању Енглеске. Таписерија из Бајеа можда је настала у комерцијалној радионици од стране краљевске или аристократске дама и њене пратње, или у радионици у женском манастиру.

### Високи средњи век
У 14. веку је документована краљевска радионица са седиштем у Лондонској кули. Илуминација рукописа пружа нам многе именоване уметнике из средњовековног периода, укључујући Енде, шпанску монахињу из 10. века; Гуду, немачку монахињу из 12. века; и Кларису из 12. века у баварском скрипторијуму.
У многим деловима Европе, са грегоријанским реформама из 11. века и порастом феудализма, жене су се суочиле са многим ограничењима са којима се нису суочавале у раном средњовековном периоду. Са овим друштвеним променама, статус самостана се променио. На Британским острвима, Норманско освајање је означило почетак постепеног пропадања самостана као седишта учења и места где су жене могле стећи моћ. Самостани су постали подређени мушким опатима, уместо да им је на челу била игуманија, као што је то било раније. У паганској Скандинавији (у Шведској) једина историјски потврђена женска мајсторица руна, Гунборга, радила је у 11. веку.
Међутим, у Немачкој, под Отонском династијом, самостани су задржали свој положај институција учења. То је можда делимично због тога што су самостане често водиле и насељавале неудате жене из краљевских и аристократских породица. Према томе, највећи рад жена из касног средњовековног доба потиче из Немачке, као пример дела Хераде од Ландсберга и Хилдегарде од Бингена. Хилдегард из Бингена (1098–1179) посебно је леп пример немачког средњовековног интелектуалца и уметника. Написала је Божанска дела једноставног човека, Заслужни живот, шездесет пет химни, чудесну представу и дугачку расправу од девет књига о различитим природама дрвећа, биљака, животиња, птица, риба, минерала и метала. Од малена је тврдила да има визије. Када је Папинство подржало ове тврдње, њен положај важног интелектуалца био је појачан. Визије су постале део једног од њених основних дела 1142. године Scivias (Упознај Господње путеве), које се састоји од тридесет и пет визија које се односе и илуструју историју спасења. Илустрације у Scivias-у, како је приказано на првој илустрацији, приказују Хилдегард како доживљава визије док седи у манастиру у Бингену. Оне се у великој мери разликују од осталих створених у Немачкој током истог периода, јер их одликују светле боје, нагласак на линији и поједностављени облици. Иако Хилдегард вероватно није писала слике, њихова идиосинкратска природа наводи на веровање да су настале под њеним блиским надзором.
У 12. веку расли су градови у Европи, заједно са растом трговине, путовања и универзитета. Ове промене у друштву изнедриле су и промене у животу жена. Женама је било дозвољено да воде послове мужева ако су удовице. Супруга Бат из Чосерових Кентерберијских прича једна је од таквих случајева. У то време женама је такође било дозвољено да буду део неких занатских цехова. Евиденција цехова показује да су жене биле посебно активне у текстилној индустрији у Фландрији и северној Француској. Средњовековни рукописи имају много маргиналија које приказују жене са вретенима. У Енглеској су жене биле одговорне за стварање богатих везова за црквену или световну употребу на одећи и разним врстама завеса. Жене су такође постале активније у илуминацији. Одређени број жена вероватно је радио заједно са својим мужевима или очевима. До 13. века већина илуминираних рукописа производиле су се у комерцијалним радионицама, а крајем средњег века, када је производња рукописа постала важна индустрија у одређеним центрима, чини се да су жене представљале већину запослених уметника и писара, нарочито у Паризу. Појава штампања, и илустрација књига на графичким техникама дрворезу и гравирању, где су жене биле мало укључене, представља корак уназад у напретку жена уметника.
У међувремену, Јефимија (1349-1405) Српкиња, племкиња, удовица и православна монахиња постала је позната не само као песникиња која је написала јадиковку за својим умрлим сином Угљешом, већ и као вешт рукописац и гравер. Њена тужбалица за вољеним сином која је овековечила тугу свих мајки које оплакују своју преминулу децу, била је уклесана на полеђини диптиха (икона са две плоче која представља Богородицу и Дете) коју је Теодосије, епископ Сера, поклонио беби Угљеши на крштењу. Уметничко дело, које је већ било драгоцено због злата, драгог камења и лепог урезивања на дрвеним плочама, постало је непроцењиво након што је на леђима урезана Јефемијина тужбалица.
У Венецији у 15. веку, за ћерку уметника стакла Ангела Баровијера, знало се да је била уметница која је стајала иза одређеног дизајна стакла из млетачког Мурана. Била је то Маријета Баровијер, венецијанска уметница стакла.

### Ренесанса
- Рад Св. Катарине Болоњске
- Катерина ван Хемесен, Аутопортрет 1548
- Аутипортрет, Софонизба Ангвисола
- Естер Инглиш, Портрет, 1595
- Феде Галиција, Јудита са главом Холоферна, 1596. Верује се да је Јудитин лик аутопортрет.
- Лавинија Фонтана, Минерва, 1613, Галерија Боргезе, Рим

Уметници из ренесансног доба укључују следеће жене: Софонизба Ангвисола, Луција Ангвисола, Лавинија Фонтана, Феде Галиција, Дијана Скултори Гиси, Катерина ван Хемесен, Естер Инглиш, Барбара Лонги, Марија Ормани, Маријета Робусти (кћер Тинторета), Проперција де'Росси, Левина Терлинк, Мајкен Верхулст и Света Катарина из Болоње.
Ово је први период западне историје у којем су бројне секуларне уметнице стекле међународну репутацију. Пораст жена уметница током овог периода може се приписати великим културним променама. Један такав помак произашао је из контрареформације која је реаговала против протестантизма и довела до кретања ка хуманизму, филозофији која потврђује достојанство свих људи, која је постала централна за ренесансно размишљање и помогла у подизању статуса жена. Значајни уметници из овог периода чији су идентитети непознати практично престају да постоје. Два важна текста, О познатим женама и Град жена, илуструју ову културну промену. Бокачо, хуманиста из 14. века, написао је О познатим женама, збирку биографија жена. Међу 104 биографије које је уврстио била је и Тамар (или Тмирис), древна грчка сликарка ваза. Кристине Пизанска, изузетна касно-средњовековна француска списатељица, реторичарка и критичарка, написала је 1405. године Књигу града дама, текст о алегоријском граду у којем су независне жене живеле ослобођене клевета мушкараца. У свој рад укључила је стварне жене уметнице, попут Анастазије, која се сматрала једним од најбољих париских илуминаторки, мада ниједан њен рад није преживео. 
Изузетно популарно дело из 16. века, Il Cortegiano Балдасареа Кастиљонеа, наводи да мушкарци и жене треба да се образују у друштвеним уметностима. Његов утицај учинио је прихватљивим да се жене баве визуелном, музичком и књижевном уметношћу. Захваљујући Кастиљонеу, ово је био први период ренесансне историје у којем су племкиње могле да студирају сликарство. Софонизба Ангвисола била је најуспешнија од ових аристократкиња које су прво имале користи од хуманистичког образовања, а затим су признате као сликари. Ангвисола рођена у Кремони била је и пионир и модел за будуће генерације жена уметника. Пораст хуманизма погодио је и уметнице који нису биле племкиње. Поред уобичајене тематике, уметнице као што су Лавинија Фонтана и Катерина ван Хемесен почеле су да се приказују на аутопортретима, не само као сликари већ и као музичарке и научнице, истичући тако своје добро заокружено образовање. Фонтана је имала користи од просвећених ставова у свом родном граду, Болоњи, где је универзитет примао жене још од средњег века. Заједно са порастом хуманизма, дошло је до преласка звања са занатлија на уметнике. Од уметника се, за разлику од ранијих мајстора, сада очекивало да познају перспективу, математику, древну уметност и људско тело. У касној ренесанси, образовање уметника почело је да се сели из мајсторске радионице у Академију, а жене су започеле дугу борбу, која није решена до краја 19. века, да би стекле пуни приступ овој обуци. Проучавање људског тела захтевало је рад на мушким актовима и лешевима. Ово се сматрало основном позадином за стварање реалистичних групних сцена. Женама је генерално било забрањено да вежбају са мушким актовиме, па им је било онемогућено да праве такве сцене. Такви прикази актова били су потребни за велике верске композиције, које су добијале најпрестижније цене.
Иако су многе аристократске жене имале приступ одређеном уметничком образовању, мада без цртања фигура голих мушких модела, већина тих жена изабрала је брак уместо каријере у уметности. То је, на пример, било тачно за две сестре Софонизбе Ангвисоле. Жене препознате као уметнице у овом периоду биле су монахиње или деца сликара. Од ретких које су се појавиле као италијанске уметнице у 15. веку, оне које су данас познате повезане су са самостанима. Међу тим уметницама које су биле редовнице су Катерина Болоњска, Антонија Учело и Суор Барбара Рањони. Током 15. и 16. века, велика већина жена које су постигле било какав успех као уметнице биле су деца сликара. То је вероватно зато што су могли да се усавршавају у радионицама својих очева. Примери жена уметница које су обучавали њихови очеви укључују Лавинију Фонтану, минијатурну портретисткињу Левину Терлинк и портреткињу Катерину ван Хемесен. Међутим, у одређеним деловима Европе, посебно северној Француској и Фландрији, било је чешће да деца оба пола улазе у очеву професију. У ствари, у доњим земљама где су жене имале више слободе, у ренесанси је било неколико уметница. На пример, записи цеха Светог Луке у Брижу показују не само да жене примају као вежбајуће чланице, већ и да су 1480-их двадесет и пет посто његових чланова биле жене (многе су вероватно радиле као илуминатори рукописа).

### Тајна вечераПаутиле Нели
Недавно поново откривена крхка ролна платна од 22 стопе у Фиренци испоставила се као изузетно богатство. Четири године мукотрпне рестаурације које је водио женски тим, откривају сјај самоуке самоуке монахиње Плаутиле Нели из 16. века и једине ренесансне жене за коју је познато да је насликала Тајну вечеру. Рад је изложен у музеју Санта Марија Новела у Фиренци у октобру 2019. Почетком 2020. године извршена је рестаурацију 67 дела уметница, откривених у фирентинским колекцијама.

### Доба барока
- Артемизија Ђентилески, Аутопортрет као свирачица лутње, око 1615–17, Минеаполис
- Лујза Моилон, Продавачица воћа, 1631, Лувр
- Ђована Гарцони, Мртва природа са посудом цитрона, 1640, Музеј Гети, Лос Анђелес, Калифорнија
- Рахел Ројсх, Мртва природа са букетом цвећа и шљива, уље на платну, Краљевски музеј лепих уметности Белгије, Брисел
- Мари Беале, Аутопортрет, око 1675–80
- Елисабет Софи Шерон, аутопортрет, 1672
- Јосефа де Аиала (Јосефа де Обидос), Мртва природа, 1679, Сантарем, Португалија

Уметнице из доба барока су биле: Мери Бил, Елизабет Софи Шерон, Марија Тереза ван Тилен, Катарина Пепијн, Катарина Питерс, Ђована Гарцони, Артемизија Ђентилески, Марија Сибила Меријен, Јосефа де Аиала, Рахел Ројсх, Елизабета Сирани, Марија Вирџинија Боргезе, Лујза Ролдан.
Жене уметнице у овом периоду почињу да мењају начин на који су жене приказане у уметности. Многе жене које су радиле као уметнице у доба барока нису могле да вежбају са голишавим моделима, који су увек били мушког пола, али су добро познавале женско тело. Жене попут Елизабете Сирани створиле су слике о женама као свесним бићима, а не о недодирљивим музама. Један од најбољих примера овог израза је Judith beheading Holofernes (Јудита одсеца главу Холоферну) Артемизије Ђентилески на којој је Јудита представљена као снажна жена која одређује и освећује сопствену судбину. Док су други уметници, укључујући Ботичелија и традиционалнију Феде Галицију, приказивали исту сцену са пасивном Јудитом.Мртва природа се појавила као важан жанр око 1600. године, посебно у Холандији. Жене су биле на челу овог сликарског тренда. Овај жанр је посебно одговарао женама, јер су могле лако да приступе материјалима за мртву природу. На северу, ови практичари су били Клара Петерс, сликарка комада за доручак, и сцена уређених луксузних добара; Марија ван Остервијк, међународно позната сликарка цвећа; и Рахел Ројсх, сликарка цветних аранжмана. У другим регионима мртва природа је била ређа, али било је значајних жена уметница у том жанру, укључујући Ђовану Гарцони, која је креирала реалистичне аранжмане од поврћа на пергаменту, и Лујзе Моилон, чије су слике мртве природе са воћем забележене бриљантним бојама.

### 18. век
- Елизабет Виже-Лебран (1755–1842), Аутопортрет, 1780-их
- Росалба Кариера (1675–1757), Аутопортрет, 1715
- Улрика Паш, Аутопортрет, око 1770.
- Ана Велејер-Костер, Атрибути музике, 1770
- Ана Доротеја Тербуш, Аутопортрет, 1777
- Ангелика Кауфман, Књижевност и сликарство, 1782
- Мари-Габријела Капет, Аутопортрет, 1783
- Игнације Поточки, Ана Рајецка, 1784
- Аделаида Лабиј-Гиар, Аутопортрет са две ученице, 1785
- Маргарета Жерар, Први кораци, уље на платну, око 1788

Међу уметницима из овог периода су Росалба Кариера, Марија Косвеј, Маргарита Жерар, Ангелика Кауфман, Аделаида Лабиј-Гиар, Ђулија Лама, Мари Мосер, Улрика Паш, Адела Романи, Ана Доротеа Тербуш, Ана Велејер-Костер, Елизабет Виже-Лебран и Ана Рајецка.
У многим европским земљама академије су биле одговорне за обуку уметника, излагање уметничких дела и, нехотице или не, за промоцију продаје уметности. Већина академија није била отворена за жене. На пример, у Француској је моћна Академија у Паризу имала 450 чланова између 17. века и Француске револуције, а само петнаест жена. Од тога је већина била ћерке или супруге чланова. Крајем 18. века, Француска академија одлучила је да уопште не прими ниједну жену. Врхунац сликарства током тог периода било је историјско сликарство, посебно композиције великих размера са групама фигура које приказују историјске или митске ситуације. У припреми за стварање таквих слика, уметници су проучавали одливке античких скулптура и мушке актове. Жене су имале ограничен приступ овом академском учењу или га уопште нису имале, те као такве не постоје слике жена из овог периода. Неке жене су се прославиле у другим жанровима, попут портрета. Елизабет Виже-Лебран искористила је своје искуство у портретисању како би створила алегоријску сцену, Peace Bringing Back Plenty, коју је класификовала као историјску слику и користила као основу за пријем на Академију. Након излагања њеног рада, тражено је да похађа формалну наставу или да изгуби лиценцу за сликање. Постала је дворска миљеница и позната личност, која је насликала преко четрдесет аутопортрета, које је могла да прода.
У Енглеској су две жене, Ангелика Кауфман и Мари Мосер, биле чланице оснивача Краљевске академије уметности у Лондону 1768. године. Кауфманова је помогла Марији Косвеј да уђе на Академију. Иако је Косвеј постизала успех као сликарка митолошких сцена, обе жене су остале у помало амбивалентном положају на Краљевској академији, о чему сведочи и групни портрет Академика Краљевске академије Јохана Зофанија који се сада налази у Краљевској колекцији. На њему су само мушкарци Академије окупљени у великом уметничком студију, заједно са голим мушким моделима. Из разлога пристојности, с обзиром на голишаве моделе, две жене нису приказане као присутне, већ као портрети на зиду. Нагласак у академској уметности на студијама голих тела током вежби остао је значајна препрека за жене које се баве уметношћу до 20. века, како у погледу стварног приступа часовима, тако и у погледу породичних и социјалних ставова према женама из средње класе које постају уметнице. После ове три, ниједна жена није постала пуноправни члан Академије све до Лауре Најт 1936. године, а жене су у школе Академије примљене тек 1861. године. Крајем 18. века дошло је до важних корака напред за жене уметнике. У Паризу је Салон, изложба дела коју је основала Академија, постао отворен неакадемским сликарима 1791. године, омогућавајући женама да представе свој рад на престижној годишњој изложби. Поред тога, жене су чешће прихватане као студентице од познатих уметника као што су Жак-Луј Давид и Жан-Батист Гроз.

## 19. век

### Сликарство
Жене уметнице с почетка 19. века укључују Мари-Дениз Вилерс, која се специјализовала за портрете; Констанс Мајер, која је сликала портрете и алегорије; Мари Еленрајдер, која је била забележена углавном због својих верских слика у назаренском стилу; Луиз-Адеон Дролинг, која је као сликарка и цртачица кренула стопама свог оца и старијег брата.
У другој половини 20. века, Ема Сандис, Мари Спартали Стилман, Елеанор Фортескју-Брикдејл и Марија Замбако биле су уметнице прерафаелитског покрета. Евелин Де Морган и активисткиња и сликарка Барбара Бодихон су такође биле под утицајем прерафаелита.
Сликарке импресионисти Берта Моризо, Мари Бракмон и Американке, Мери Касат и Луси Бекон, укључиле су се у француски импресионистички покрет 1860-их и 1870-их. На америчку импресионисткињу Лилу Кабот Пери утицале су њене студије код Монеа и јапанска уметност крајем 19. века. Сесилија Бо је била америчка сликарка портрета која је такође студирала у Француској. Осим Ане Билинске Богданович, Олга Бознанска се сматра најпознатијом од свих пољских уметница и стилски је била повезана са импресионизмом.
Роза Бонар била је најпознатија уметница свог времена, међународно позната по сликама животиња. Елизабет Томпсон (Леди Батлер) била је једна од првих жена која се прославила великим историјским сликама, специјализованим за сцене војне акције, обично са много коња, најпознатија Шкотска заувек!, показујући коњички јуриш код Ватерлоа.
Кити Ланге Киеланд била је норвешка сликарка пејзажа.
Елизабет Џејн Гарднер је била америчка академска сликарка која је била прва Американка која је излагала у париском салону. 1872. године постала је прва жена која је икада освојила златну медаљу на Салону.

1894. године Сузана Валадон била је прва жена примљена у Société Nationale des Beaux-Arts (Друштво лепих уметности) у Француској. Ана Бок је пост-импресионистичка сликарка, као и Лора Манц Лајал, која је излагала 1893. на Светској колумбијској изложби у Чикагу, а затим 1894. као део Société des Artistes Français (Друштво француских уметника) у Паризу.
- Мари Еленрајдер, Аутопортрет, 1819
- Мери Касат, Чај, 1880, уље на платну, Музеј лепих уметности, Бостон
- Марија Башкирцева, У атељеу, 1881, уље на платну, Државни уметнички музеј у Дњепру
- Сузана Валадон, Аутопортрет, 1883
- Берта Моризо, L'enfant au Tablier Rouge, 1886, Амерички музеј уметности
- Џена Бок, Данска уметница Берта Вегман слика портрет, крај 19. века
- [[|Ана Билинска Богданович]], Црнкиња, 1884, Варшавски национални музеј
- Олга Бознанска, Девојка са хризантемама, 1894, Национални музеј, Краков
- Роза Бонхер, Сајам коња, 1853–1855, Музеј уметности Метрополитен, Њујорк
- Елизабет Томпсон, Остаци војске,  1879, Тејт галерија

### Скулптура
Пре почетка 19. века, у џорџијанској Енглеској појавила се изузетна независна пословна жена која је средином свог живота открила свој уметнички таленат. Била је Елеанор Коуд (1733—1821). Постала је позната по производњи неокласичних статуа, архитектонских украса и баштенских украса од камена Lithodipyra или Коуд више од 50 година, од 1769. до своје смрти. Lithodipyra је високо-квалитетан, трајно обликован, отпорен на временске утицаје, керамички камен. Кипови и украсне карактеристике ове керамике и данас изгледају готово као нове. Коуд није измислила „вештачки камен“, али је вероватно усавршила и рецепт за глину и поступак печења. Комбиновала је висококвалитетну производњу и уметнички укус, заједно са предузетничким, пословним и маркетиншким вештинама, како би створила успешне производе од камена. Производила је камен за капелу Светог Ђорђа, Виндзор, Краљевски павиљон, Брајтон, Карлтон Хаус, Лондон и Краљевски поморски колеџ, Гринвич.
Елеанор Коуд је развила сопствени талент као моделар, излажући око 30 скулптура на класичне теме у Друштву уметника између 1773. и 1780. године, како је наведено у њиховом каталогу излагача тог времена. После њене смрти, њени производи од Коуд камена коришћени су за адаптације Бакингамске палате и од стране познатих вајара у њиховим монументалним делима, попут Лава Јужне обале Вилијама Фредерика Вудингтона (1837) на Вестминстерском мосту у Лондону. Статуа је направљена у одвојеним деловима који су повезани на гвозденом оквиру.
У овом веку радиле су жене скулпторке на истоку, Сеијодо Бунсхојо (1764—1838), јапанска резбарка минијатура нетсуке и писац хаикуа. Била је ћерка Сеијодо Томихаруа. Њен рад се може видети у Музеју уметности Волтерс. Док су на Западу биле: Џулија Карпентијер, Елизабет Неј, Хелена Берто, Фенија Черткоф, Сара Фишер Ејмс, Хелена Уњержиска (кћи Јана Матејка), Бланша Мориа, Ангелина Белоф, Ана Голубкина, Камиј Клодел и Едмонија Луис. Луисова, афричко-оџибве-хаићанско-америчка уметница из Њујорка започела је студије уметности на Оберлин колеџу. Њена вајарска каријера започела је 1863. године. Основала је студио у Риму у Италији и излагала своје мермерне скулптуре у Европи и Сједињеним Државама.

### Фотографија
Констанс Фокс Талбот је можда прва жена која је икад фотографисала. Касније су Џулија Маргарет Камерон и Гертруда Касебиер постале добро познате у новом медију фотографије, где није било традиционалних ограничења, нити успостављене обуке, која би их задржавала. Софија Хоаре, још једна британска фотографкиња, радила је на Тахитију и другим деловима Океаније.
У Француској, постојала је само Женевјев Елизабет Дидери (око 1817–1878). Године 1843. удала се за пионирског фотографа Андре-Адолфа-Ожен Дидерија, радећи заједно са њим у студију дагеротипије у Бресту од касних 1840-их. Након што је супруг отишао у Париз 1852. године, Женевјев је наставила да води атеље сама. Запамћена је по својих 28 погледа на Брест, углавном архитектонских, који су објављени као Brest et ses Environs 1856. године. 1872. године преселила се у Париз, отворивши студио, где јој је вероватно помагао син Жил. Наставила је да ради у свом студију до смрти у париској болници 1878. године. Она је била једна од првих жена професионалних фотографа на свету, активна брзо након немачке Берте Бекман и Швеђанке, Брите Софије Хеселијус.

### Образовање жена у 19. веку
Током века, приступ академијама и формалном уметничком образовању се више проширио за жене у Европи и Северној Америци. Британска школа за дизајн, која је касније постала Краљевски колеџ уметности, примала је жене од свог оснивања 1837. године, али само у „Женску школу“ која се третирала нешто другачије, са „животним“ часовима који су се састојали од неколико година цртања човека у оклопу.
Школе Краљевске академије коначно су примиле жене почев од 1861. године, али студенти су у почетку цртали само обучене моделе. Међутим, друге школе у Лондону, укључујући уметничку школу Слејд из 1870-их, биле су либералније. Крајем века жене су могле да проучавају голу, или готово голу фигуру, у многим западноевропским и северноамеричким градовима. Друштво уметница (сада се назива Друштво жена уметница) основано је 1855. године у Лондону и сваке године постављало изложбе од 1857. године, када је 149 жена приказало 358 дела, неке користећи псеудоним. Међутим, једна жена којој је ускраћено више или специјалистичко образовање а која се ипак „пробила“, била је природњачка научница, списатељица и илустраторка Беатрикс Потер (1866-1943).

## 20. век
- Купачица Зинаида Серебрјакова, 1911
- Хилма аф Клинт, Лабуд, бр. 17, група IX/SUW, серија SUW/UW, октобар 1914 - март 1915. Овај апстрактни рад никада није био изложен током живота Клинтове.
- Флорин Штетхајмер, Топлота, око 1919, Бруклински музеј
- Џорџија О’Киф, Плава и зелена музика, 1921, уље на платну
- Александра Екстер, Дизајн костима за Ромеа и Јулију, 1921
- Гвен Џон, Реконвалесцент (око 1923–24), једна од десет верзија ове композиције
- Барбара Хепворт, Сфера са унутрашњом формом, 1963, Отерло, Холандија
- Алина Шапочников, Bellies, 1968
- Летећи мушкарци Елизабет Фринк, Парк скулптура Одет, Виндзор, Онтарио
- Луиза Буржоа Паук на Темзи у Лондону

Хилма аф Клинт (1862–1944) била је пионирска апстрактна сликарка, која је радила много пре својих мушких колега апстрактних експресиониста. Била је Швеђанка и редовно је излагала своје слике које се баве реализмом, али апстрактни радови на њен захтев приказани су тек 20 година након њене смрти. Сматрала је себе духовником и мистиком.
Маргарет Макдоналд Мекинтош (1865–1933) била је шкотска уметница чија су дела помогла да се дефинише „стил Глазгова” из 1890-их и почетка 20. века. Често је сарађивала са својим супругом, архитектом и дизајнером Чарлсом Ренијем Мекинтошом, у радовима који су имали утицаја у Европи. Излагала је са Мекинтошом на бечкој сецесији 1900. године, где се сматра да је њен рад утицао на сецесионисте попут Густава Климта.
Ани Лујза Свинертон (1844—1933) била је уметница портрета, пејзажа и "симболиста", коју су њени савременици, попут Џона Сингера Сарџента и Едварда Берн-Џоунса, сматрали једним од најбољих и најкреативнијих уметника своје ере, али јој и даље није био дозвољен приступ редовном школовању уметничких школа. Преселила се у иностранство да би студирала на Академији Џулијан и већи део свог живота провела је у Француској и Риму где су јој либералнији ставови омогућили да изрази широк спектар композицијских тема. У Британији је још увек нису формално признали до 1923. у доби од 76 година, када је постала прва жена примљена на Краљевску академију уметности.
Вилхелмина Вебер Фурлонг (1878–1962) била је рана америчка модернисткиња у Њујорку. Дала је значајан допринос модерној америчкој уметности радом у Лиги студената уметности и студијском клубу Витни. Александра Екстер и Љубов Попова су биле конструктивистички, кубо-футуристички и супрематистички уметници добро познати и поштовани у Кијеву, Москви и Паризу почетком 20. века. Међу осталим женама уметницама истакнутим у руској авангарди биле су Наталија Гончарова, Варвара Степанова и Надежда Удалцова. Соња Делоне и њен супруг били су оснивачи орфизма.
У Арт Деко ери, Хилдрет Мејер је радила велике мозаике и била прва жена која је почашћена медаљом за ликовну уметност Америчког института за архитекте. Тамара де Лемпицка, такође из ове ере, била је сликарка Арт Декоа из Пољске. Сестра Марија Станисија постала је запажени портретиста, углавном свештенства. Џорџија О’Киф рођена крајем 19. века, постала је позната по својим сликама, на којима су цвеће, кости и пејзажи Новог Мексика. 1927. године слика Дод Проктер Јутро проглашена је сликом године на Летњој изложби Краљевске академије, а Дејли мејл ју је купио за галерију Тејт. Приказана је у Њујорку и двогодишњој турнеји по Британији. Надреализам, важан уметнички стил током 1920-их и 1930-их, имао је низ истакнутих уметница, укључујући Леонору Карингтон, Кеј Сејџ, Доротеју Танинг и Ремедиос Варо. Било је и изванредних самоуких уметника, попут често комичног посматрача, Берил Кук (1926—2008).
Међу источноевропским и средњоевропским уметницама, треба истаћи: Милеин Косман (1921—2017), Мари-Луиз вон Мотесицки (1906—1996), Елсе Мајднер (1901—1987), Сању Ивековић (рођена 1949), Орши Дроздик (рођен 1946).

### Жене фотографи
Ли Милер је поново открила соларизацију и постала фотограф високе моде. Доротеа Ланг је документовала депресију. Бернис Абот креирала је слике познате архитектуре и познате личности, Маргарет Бурк Вајт креирала је индустријске фотографије које су се нашле на насловници и у главном чланку првог магазина Лајф. Диана Арбус је своју фотографију темељила на аутсајдерима у главном друштву. Радови Грацијеле Итурбиде бавили су се мексичким животом и феминизмом, док је Тина Модоти произвела "револуционарне иконе" из Мексика 1920-их. Фотографски рад Ени Либовиц бавио се рокенролом и другим познатим личностима.

### Позоришни дизајнери
Жене графичари, илустратори, као и ретка женска карикатуристкиња, Клер Бретешер, су направиле великодушан допринос овој области.

### Мултимедија
Седамдесетих година Џуди Чикаго створила је The Dinner Party, врло важно дело феминистичке уметности . Хелен Франкенталер је била сликарка апстрактног експресионизма и на њу је утицао Џексон Полок. Ли Краснер је такође била уметница апстрактног експресионизма удата за Полока и студент Ханса Хофмана. Елен де Кунинг је била студент, а касније супруга Вилема де Кунинга, била је апстрактни фигуративни сликар.
Од 1960-их, феминизам је довео до великог повећања интересовања за уметнице. Значајне прилоге дали су историчари уметности Џермејн Грир, Линда Нохлин, Гризелда Полок и други. Неки историчари уметности, попут Дафне Халдин, покушали су да поправе равнотежу историје усредсређене на мушкарце састављањем спискова жена уметница, иако многи од ових напора остају необјављени. Жене попут Артемизије Ђентилески и Фриде Кало постале су феминистичке иконе. Герила девојке, анонимна група жена основана 1985. године, биле су „савест света уметности“. Говориле су о равнодушности и неједнакостима према полу и раси, посебно у свету уметности. Катерина де Зегер је 1996. године приредила изложбу 37 сјајних уметница из двадесетог века. Изложба Inside the Visible, која је путовала од Бостона до Вашингтона, Лондона и Перта, обухватала је дела уметница од 1930-их до 1990-их.

### Текстил
Женска уметност са текстилом је претходно пребачена у приватну сферу и повезана са домаћством, уместо да буде препозната као уметност; тамо где је текстил виђен као функционалан, није се сматрао уметношћу. То је довело до тога да су жене избегавале технике повезане са женственошћу, од текстила до употребе нежних линија или одређених "женских" боја, јер нису желеле да их називају женским уметницима. Међутим, последњих година ово је постало изазовно и текстил се користи за стварање уметности која представља репрезентацију женских искустава и борби.

### Керамика
Поновна појава крајем 19. века стварања керамичких уметничких предмета у Јапану и Европи постала је позната под називом Студио грнчарија, мада обухвата скулптуру, а такође и тесере, коцкице мозаика које нас враћају у Персију у трећем миленијуму пре нове ере. Неколико утицаја допринело је настанку студија грнчарије: уметничка грнчарија у делу браће Мартин и Вилијам Муркрофта, Покрет уметности и занатства, Баухаус и поновно откривање традиционалне занатске грнчарије и ископавање велике количине керамике династије Сунг у Кини.
Водеће трендове у британској студио грнчарији у 20. веку представљају и мушкарци и жене. Бернард Лич (1887–1979) је успоставио стил грнчарије, етички лонац, под снажним утицајем кинеских, корејских, јапанских и средњовековних енглеских облика. Његов стил доминирао је британским студиом керамике средином 20. века. Личов утицај ширила је нарочито његова A Potter's Book.
Остали керамичари су утицали својим положајима у уметничким школама. Дора Билингтон (1890–1968) студирала је на уметничкој школи Хенли, радила је у индустрији грнчарије и постала шеф грнчарије у Централној школи за уметност и занатство. Радила је са медијима које Лич није користио, нпр. земљано глазирано посуђе, и утицала је на друге грнчаре.
Као и у Британији, грнчарија је била саставни део покрета уметности и занатства Сједињених Држава крајем 19. и почетком 20. века.

У међувремену, у смањеним исконским шумама у региону афричких Великих језера у долини Рифт, има људи који се држе начина живота својих предака. Они су Батва народ, међу најмаргинализованијим људима на свету, чије жене (и повремени мушкарци) настављају вековни обичај израде грнчарије која је коришћена за размену са сељацима и сточарима у региону. Њихови лонци се крећу од обичних до високо украшених.
- Батва жене са традиционалном керамиком
- Ваза Луције Ри
- Керамичка птица Маргарет Хине, педесете. Глазирана, камена, са украсом зграфито
- Ручно израђена посуда Елизабет Фрич
- Посуда Магдалене Одундо

## Савремени уметници
1993. године Рејчел Вајтред је била прва жена која је освојила награду Тарнер у галерији Тејт. Џилијан Веаринг освојила је награду 1997. године. 2001. године на Универзитету Принстон организована је конференција под називом „Жене уметнице у миленијуму“. Књига под тим именом објављена је 2006. године, а у њој су учествовали главни историчари уметности. Међу међународно истакнутим савременим уметницама су Магдалена Абаканович, Марина Абрамовић, Јарослава Брихтова, Џенет Кардиф, Јоко Оно, Тања Остојић, Руна Ислам, Џени Холцер, Синди Шерман, и др.

Занимљив жанр женске уметности је женска уметност о животној средини. Од децембра 2013. године, Дирекција женских уметника из животне средине пописала је 307 уметница из животне средине, попут Марине ДеБрис, Верните Немец и Бети Бомон. ДеБрис користи смеће на плажи за подизање свести о загађењу плажа и океана и едукацији деце о смећу на плажи. Немец је недавно користила нежељену пошту да демонстрира сложеност савременог живота. Бомон је описана као пионир еколошке уметности  и користи уметност да оспори наша уверења и поступке.
- Прозор Кенојуак Ашевак у капели Џон Бел, 2004, Оквил, Канада
- Рејчел Вајтред, Споменик холокаусту, 2000, Јуденплац, Беч
- Магдалена Абаканович, „Непрепознати“, 2002, Познањ, Пољска
- Меги Хамблинг, Шкољка, 2003, почаст Бенџамину Бритну, северни крај плаже Алдебург, Енглеска
- Јајои Кусама, Узашашће полкадота на дрвећу на Сингапурском бијеналу, 2006
- Ширазех Хоушиари, источни прозор цркве Свети Мартин у пољу, Лондон
- Марина Абрамовић у представи у Музеју модерне уметности, мај 2010

## Погрешно представљање у историји уметности
Жене уметнице су често погрешно окарактерисане у историјским извештајима, и намерно и ненамерно; таква погрешна приказивања често су диктирана друштвено-политичким обичајима дате ере и мушком доминацијом у свету уметности. Иза овога стоји читав низ проблема, укључујући:
- Оскудност биографских података
- Анонимност - Жене уметнице често су биле најактивније у уметничким изразима који обично нису потписани. Током раног средњовековног периода илуминација рукописа био је посао монаха и монахиња.[73]
- Сликарски цехови - У средњовековном и ренесансном периоду многе жене су радиле у систему радионица. Те жене су радиле под покровитељством мушког шефа радионице, врло често оца. До дванаестог века нема података о радионици са женом на челу, када би удовици било дозвољено да заузме некадашњи положај њеног мужа.[74] Често су правила цеха забрањивала женама напредовање које би довело до мајстора,[75][76] тако да је остајала "незванична" у свом статусу.
- Конвенција којом жене узимају презимена мужева - омета истраживање женских чланова, посебно у случајевима када је дело непознатог порекла потписано само именом и презименом. Чак и најједноставнији биографски искази могу да заварају. На пример, могло би се рећи да је Џејн Франк рођена 1918. године, али у стварности је по рођењу била Џејн Шентал - Џејн "Франк" није постојала до преко двадесет година касније. Примери попут овог стварају дисконтинуитет идентитета за жене уметнице.
- Погрешан идентитет и нетачно приписивање - У осамнаестом и деветнаестом веку рад жена често је прерасподељиван. Неки бескрупулозни продавци, чак су ишли толико далеко да промене потписе, као у случају неких слика Џудит Лејстер (1630) које су пренете на Франса Халса.[77][78][79] Мари-Дениз Вилерс (1774–1821) била је француска сликарка која се специјализовала за портрете. Најпознатија слика Вилерсове, Цртеж младе жене (1801), изложена је у Метрополитен музеју уметности. Слика је својевремено приписивана Жак-Лују Давиду, али је касније утврђено да је то дело Вилерсове.

Додатни разлог за оклевање да прихвате уметнице је тај што се њихове вештине вероватно разликују од мушкараца, као резултат њиховог искуства и ситуације, и као такве стварају осећај величине за женску уметност од којег се страховало.
Међутим, иако је дошло до погрешног представљања уметница, постоји много дубљи проблем који је ограничио број уметница. То није због недостатка вештине, већ због угњетавања и обесхрабрености жена. Кривица је у образовању и недостатку пружених прилика. Није било шанси да жене успеју да постигну уметничке вештине суочене са патријархалним и уметничким светом којим доминирају мушкарци.

## Жене уаутсајдерској уметности
Концепт аутсајдерске уметности настао је у 20. веку када су уобичајени практичари, колекционари и критичари почели да разматрају уметнички израз људи без конвенционалне обуке. Међу њима би били самоуци, деца, народни уметници из целог света и затвореници менталних установа.